# スレーター則
量子化学において、 スレーター則 (Slater's rules) とは、有効核電荷の具体的な値を与える法則である。多電子原子では、各電子は別の電子による遮蔽により実際の核電荷よりも小さな電荷しか感じない。スレーター則により、原子の各電子について実際の核電荷と有効核電荷を以下のように関連付ける遮蔽定数 s （S または σ と表記することもある）の値を得ることができる。
{\displaystyle Z_{\mathrm {eff} }=Z-s}
この法則はジョン・C・スレイターにより半経験的に導出され、1930年に公表された。
ハートリー・フォック法による原子構造計算に基づいた修正値がエンリコ・クレメンティらによって1960年代に公表された。

## 法則
まず、電子を主量子数 n に従って昇順、 n が同じ場合は方位量子数 ℓ に従ってグループ化し、昇順に並べる（s電子とp電子だけはまとめる）。 
[1s] [2s,2p] [3s,3p] [3d] [4s,4p] [4d] [4f] [5s, 5p] [5d] etc.
それぞれのグループについて、そのグループより前のグループに入っている電子の数と軌道の種類に依存した異なる遮蔽定数が与えられる。
それぞれのグループの遮蔽定数は次の三つの寄与の和からなる。
1. 同じグループにある別の電子の数の 0.35 倍（ [1s] グループだけは 0.30 倍）
2. [s p] 型のグループの場合、そのグループよりも主量子数が1だけ小さいグループの電子数の 0.85倍、主量子数が2以上小さいグループの電子数の1.00倍
3. [d] 及び [f] 型のグループの場合、そのグループよりも原子に「近い」電子の数の 1.00倍。つまり、 i) 主量子数 n が小さいグループと ii) 主量子数が同じでも方位量子数 ℓ が小さいグループの電子数である。表にまとめると、この法則は以下のように表わされる。

| グループ     | 同グループ内の他の電子 | 主量子数 n、 方位量子数 < ℓ のグループ内の電子 | 主量子数が n-1 のグループ内の電子 | 主量子数が n-1 よりも小さいグループ内の全ての電子 |
| ------------ | ---------------------- | ---------------------------------------------- | --------------------------------- | ------------------------------------------------- |
| [1s]         | 0.30                   | -                                              | -                                 | -                                                 |
| [ns,np]      | 0.35                   | -                                              | 0.85                              | 1                                                 |
| [nd] or [nf] | 0.35                   | 1                                              | 1                                 | 1                                                 |

## 例
スレーターの原論文に載せられた例は、原子数 26 で電子配置が 1s22s22p63s23p63d64s2 の鉄原子の例である。 遮蔽定数および有効核電荷は以下のように計算される。
{\displaystyle {\begin{matrix}4s&:0.35\times 1&+&0.85\times 14&+&1.00\times 10&=&22.25&\Rightarrow &Z_{\mathrm {eff} }(4s)=26.00-22.25=3.75\\3d&:0.35\times 5&&&+&1.00\times 18&=&19.75&\Rightarrow &Z_{\mathrm {eff} }(3d)=26.00-19.75=6.25\\3s,3p&:0.35\times 7&+&0.85\times 8&+&1.00\times 2&=&11.25&\Rightarrow &Z_{\mathrm {eff} }(3s,3p)=26.00-11.25=14.75\\2s,2p&:0.35\times 7&+&0.85\times 2&&&=&4.15&\Rightarrow &Z_{\mathrm {eff} }(2s,2p)=26.00-4.15=21.85\\1s&:0.30\times 1&&&&&=&0.30&\Rightarrow &Z_{\mathrm {eff} }(1s)=26.00-0.30=25.70\end{matrix}}}
有効核電荷は原子番号 26 から遮蔽定数を引いて計算されている。

## 動機
この法則は、原子の全ての電子の原子軌道を単純な解析的数式として求めるためにジョン・C・スレーターにより開発された。具体的には、遮蔽定数 (s) と「有効」量子数 (n*) を用いて次のように原子軌道を表わす。
{\displaystyle \psi _{n^{*}s}(r)=r^{n^{*}-1}\exp \left(-{\frac {(Z-s)r}{n^{*}}}\right)}
このような波動関数で原子軌道の一粒子波動関数を近似できる。スレーターは n* を n = 1, 2, 3, 4, 5, 6 に対してそれぞれ n* = 1, 2, 3, 3.7, 4.0, 4.2 と定義した。これは計算結果と実験データを合わせるために適当に調整されたものである。
この形式は水素様原子における厳密解の動径成分
{\displaystyle R_{nl}(r)=r^{l}f_{nl}(r)\exp \left(-{\frac {Zr}{n}}\right)}
を元にしている。ここで、 n は（真の）主量子数、 ℓ は方位量子数、 fnl(r) は n − ℓ − 1 個の節をもつ振動する多項式である。スレーターはクラレンス・ツェナーが先に示した、動径方向の節はなくても妥当な近似が可能であることを示す計算結果に基づいて議論をしている。彼はまた、彼の近似式は原子から離れるにしたがって、核電荷が Z−s で n が有効主量子数 n* と一致するような水素様原子の厳密解と漸近的に一致することを述べている。
スレーターはさらに、これもツェナーの結果に基づき、彼の近似式を軌道としてもつ N-電子原子の全エネルギーは次の近似式で良く近似されることを示している。
{\displaystyle E=-\sum _{i=1}^{N}\left({\frac {Z-s_{i}}{n_{i}^{*}}}\right)^{2}}
原子（またはイオン）のエネルギーについてのこの式は遮蔽定数の関数となっているから、スレーターはさまざまな原子のエネルギースペクトルにもとづいてこの法則を構成することができた。この全エネルギー式に先の中性鉄原子についての遮蔽定数の値を代入すると、その全エネルギーは -2497.2 リュードベリ となるのに対し、 1s 電子を欠く鉄陽イオンの全エネルギーは -1964.6 リュードベリとなる。この差 532.6 リュードベリは、（1930年ごろに）実験的に測定されたK吸収端から導かれる 524.0 リュードベリと対応する。